# Spirit (politieke partij)
Spirit was een Vlaamse links-liberale partij die tot eind 2009 actief was. De partij werd opgericht in 2001 en heette voor het grootste deel van haar bestaan, tot 19 april 2008, Spirit (backroniem voor Sociaal, Progressief, Internationaal, Regionalistisch, Integraal-democratisch, en Toekomstgericht). Na acht jaar werd toen de naam spirit veranderd in VlaamsProgressieven (afgekort als Vl.Pro). Op 1 januari 2009 werd de partij, na te zijn verlaten door enkele kopstukken, nogmaals omgedoopt, tot Sociaal-Liberale Partij (SLP).
Eind 2009 besliste de partij de krachten te bundelen met Groen!, en erin te integreren, terwijl door congressen en studiedagen geleidelijk aan een vernieuwd geheel zou worden gewerkt. Lokaal kon SLP nog bestaan tot de volgende gemeenteraadsverkiezingen (in 2012).
De partij was lid van de Europese Vrije Alliantie; haar voorloper, de voormalige Volksunie, behoorde tot de stichtende leden van de EVA.
De jongerenorganisatie heette L². Ook na de fusie met Groen! in 2009 wil de organisatie blijven bestaan - los van elke politieke partij - om het sociaalliberalisme te blijven promoten.
In de omgeving van de partij werd een links-liberaal tijdschrift in het leven geroepen: LINK. Het laatste nummer verscheen in de zomer van 2007.

## Bestuur
De partij spirit werd in mei 2001 in Dendermonde statutair opgericht door Els Van Weert (oprichtend voorzitter), Dirk De Cock en Pol Vanden Bempt.
Opeenvolgende verkozen of waarnemend voorzitters waren Annemie Van de Casteele (2001-2002), Els Van Weert (2002-2004), Geert Lambert (2004-2007), Bettina Geysen (2007-2008), Nelly Maes (interim-voorzitter van medio november tot medio december 2008) en opnieuw, als waarnemende, Geert Lambert (2008-2009).
Tijdens Lamberts eerste voorzittersperiode werd duidelijk gekozen voor een links-liberaal profiel, wat de facto van bij de oprichting al zo was; eind november 2008 werd deze koers door de partijraad extra bekrachtigd hetgeen tot een scheuring in de partij leidde. De partij had net als voorgangers VU en vooral ID21, sterke banden met het Nederlandse D66.

## Geschiedenis

### Spirit
De partij ontstond uit de Volksunie en de politieke beweging iD21. Toen de Volksunie na onenigheid over het al dan niet goedkeuren van het Lambermontakkoord uit elkaar viel, volgde een referendum onder de leden. De zogenaamde Toekomstgroep vormde hierna met iD21 de partij spirit.
Het aangaan van een kartel met de sp.a, onder aanvoering van Bert Anciaux, leidde in november 2002 tot een uitstroom van kopstukken naar Open Vld en Groen!.
De kartelformule met Steve Stevaert en Bert Anciaux als boegbeelden scoorde goed in 2003, en leverde tal van (nieuwe) parlementsleden op. Bij de volgende parlementsverkiezingen leek het vernieuwende effect van de samenwerking electoraal fel verminderd.
De partij had sinds 2005 "de Vlaamse Links-Liberalen" als toevoegsel.
Spirit kwam in 2005 in het nieuws doordat de partij, hoewel principieel voorstander van referenda, tegen een voorstel stemde om een volksraadpleging over het Verdrag tot vaststelling van een Grondwet voor Europa te houden. De partij verwees hierbij naar het voornemen van het Vlaams Belang om deze raadpleging te gebruiken voor het voeren van campagne tegen een mogelijke toetreding van Turkije tot de EU. Spirit vond dit een voldoende reden om in dit geval niet te kiezen voor het instrument van het referendum.
Een ander markant feit uit 2005 was het opstappen van Geert Lambert uit de onderhandelingen over de splitsing van de kieskring Brussel-Halle-Vilvoorde. Hierdoor werd een communautair akkoord, waarvan Spirit vond dat het schadelijk was voor de Vlaamse belangen, onmogelijk gemaakt. Els Van Weert, federaal staatssecretaris van Sociale Economie en Duurzame Ontwikkeling, had aangekondigd uit de regering te stappen als Brussel-Halle-Vilvoorde niet of tegen een te hoge Vlaamse prijs gesplitst werd. Dit was dus niet nodig. Hiermee wilde spirit bewijzen dat de regionalistische reflex nog steeds een belangrijk item was voor de partij.
Eind 2005 besloot spirit haar oppositiehouding tegenover het Vlaams Belang te benadrukken door een 70 puntenplan te schrijven over de interculturele maatschappij. Spirit wilde in dat plan een samenleving die het wij-zij-denken oversteeg. De georganiseerde multiculturaliteit, ieder in zijn of haar hokje, was voor spirit geen perspectief. Dat hokjesdenken kon je volgens hen alleen maar overstijgen wanneer mensen met een verschillende achtergrond elkaar effectief ontmoetten. Zo zou Vlaanderen een kleurrijke, hechte interculturele samenleving worden, aldus nog de partij.
Bij de federale verkiezingen op 10 juni 2007 verloor de partij aanzienlijk. In de senaat bleef alleen voorzitter Geert Lambert over. Bert Anciaux werd met voorkeurstemmen tot senator gekozen, maar verkoos Vlaams minister te blijven - de opvolgersplaats was voor Myriam Vanlerberghe (sp.a). De partij moest zich beraden over haar toekomst nu zij geconfronteerd werd met dit catastrofaal verlies.
Op 13 oktober 2007 werd Bettina Geysen de nieuwe voorzitster van spirit. Het gewezen nethoofd van Eén volgde Geert Lambert op, die niet langer kandidaat was om de links-liberale partij te leiden. Met de komst van Geysen wilde Spirit nieuwe namen lanceren en de partij meer durf en uitstraling geven. Meteen werd een manifest gepubliceerd, "Gemeenschap is leuk met twee", over de voorgestane confederalisering van België, te bereiken door aan de gemeenschappen en gewesten volledige machtsbevoegdheid over hun grondgebied te geven, en terreinen waarop men samen wil werken federaal te maken - kortom een omkering van de federale structuurswerking.

### VlaamsProgressieven
Op 19 april 2008 maakte Spirit op een congres in Mortsel de nieuwe naam bekend: VlaamsProgressieven.
Op 11 oktober 2008 beslist een Algemene Ledenvergadering om het kartel met sp.a voort te zetten.
Op 19 november 2008 stapte Bettina Geysen als voorzitster op, na publicaties over vermeende onregelmatige declaraties bij de VRT, gedaan door haar en haar levenspartner en gewezen VRT-directeur Aimé Van Hecke. Nelly Maes volgde voorlopig als interim-voorzitster op. Op 13 december nam Geert Lambert de voorzittershamer over.
Ondertussen kwam er druk op de kartelformule, en werd gepleit binnen sp.a en ook door Bert Anciaux voor een samengaan in één nieuwe partij. Op 25 november 2008 stemde echter 68 procent van de partijraad voor het voorstel van Geert Lambert om een zelfstandige koers te blijven varen, zelfs indien dit het einde van het kartel met sp.a zou betekenen. De partijraad wenste geen enkele onduidelijkheid te laten bestaan over het onafhankelijk verder bestaan, met eigen naam, van haar partij. Sp.a-voorzitter Caroline Gennez liet in een reactie hierop weten dat het kartel werd opgezegd. Alle Vlaamse parlementsleden van Vl.Pro gaven op 26 november 2008 te kennen dat wat hen betreft de fractie in het Vlaams Parlement, tussen hen en sp.a, bleef bestaan, om het aangegane regeerakkoord verder te steunen. Lambert stelde dat dit geen tegenstelling inhield met het voornemen om als partij zelfstandig door te gaan.
Bert Anciauxs minderheidsvoorstel om een gezamenlijk progressief project van sp.a en VlaamsProgressieven te smeden, plaatste hem na de partijraadsvergadering in een onhoudbare positie. Anciaux, minister in functie, kreeg van Maes en Lambert te horen dat hij moest kiezen. Op 4 december 2008 besliste hij om als onafhankelijke "naar een nieuw sociaal project" te streven: een grote coalitie van progressieven en socialisten in de geest van enerzijds de samenwerkingsvorm van de Europese politieke fractie PES en anderzijds het manifest "Het Sienjaal" uit 1995 van Maurits Coppieters en Norbert De Batselier, resp. destijds Volksunie- en SP-kopstukken.
Anciauxs medestanders en anderen die de aparte koers irrealistisch vonden (om ooit nog op eigen kracht parlementsmandaten te behalen), waren intussen al opgestapt bij de partij. De meesten van hen stapten met Anciaux medio januari 2009 over naar de sp.a (die daarop herdoopt werd tot "Socialisten en Progressieven Anders"); een enkeling bleef onafhankelijke of werd Open Vld'er.

### Sociaal-Liberale Partij
Er werd geopteerd voor opnieuw een naamswijziging, vermits de partij zich duidelijk wilde profileren met een nieuwe start, los van de vertrokken bekende gezichten.
Stipt om middernacht op de jaarwisseling 2008 - 2009 maakte Geert Lambert de tweede naamswijziging van de partij naar Sociaal-Liberale Partij bekend. Het partijprogramma van de VlaamsProgressieven werd onverkort overgenomen, maar met meer radicalisme naar voren gebracht. Speerpunten vormden het terugdringen van de staatsschuld (zie ook "Een aanpak tegen de vergrijzing: SOS 2011"), manifest van de jongerenorganisatie L² tegen het doorschuiven van de staatsschuld naar volgende generaties, het hervormen van de sociale verzekeringen en het bestrijden van armoede, de strikte scheiding der machten en de confederalisering van België, het ondersteunen van innovatief ondernemerschap, de interculturaliteit en het erkennen van 'sans-papiers' en een bestuurlijke hervorming van Europa.

### Verkiezingen van 2009
Alle peilingen voor de verkiezingen van 7 juni 2009 (waarbij een nieuw Europees Parlement werd verkozen en een nieuw Vlaamse Parlement) gaven aan dat SLP de kiesdrempel van 5% niet zou halen, wat kiezers nog ontmoedigde. De SLP behaalde nationaal uiteindelijk 1,09% van de stemmen voor het Vlaamse Parlement en 0,65% voor het Europees Parlement. Hiermee had de partij geen enkele verkozene, en vielen de partijdotaties weg, waardoor het partijsecretariaat geen personeel meer kon houden.

### Fusie met Groen!
Na de verkiezingsnederlagen in 2007 en 2009 besloot de partij te integreren in een groter geheel. Eind 2009 gingen SLP en Groen! een fusie aan onder de naam Groen!. In het Europees Parlement werkten Groen! en SLP met De Groenen/Vrije Europese Alliantie al in dezelfde fractie samen.

## Leden

### Voorzitters
| Voorzitter                     | Periode                             | Opmerkingen                                                                        |
| ------------------------------ | ----------------------------------- | ---------------------------------------------------------------------------------- |
| Annemie Van de Casteele        | 15 september 2001 - 1 juli 2002     | Voorlopig voorzitter tot 10 november 2001. Officieel verkozen op 10 november 2001. |
| Els Van Weert en Geert Lambert | 1 juli 2002 - 26 oktober 2002       | Waarnemende voorzitters.                                                           |
| Els Van Weert                  | 26 oktober 2002 - 19 juli 2004      | Verkozen op 26 oktober 2002.                                                       |
| Geert Lambert                  | 19 juli 2004 - 13 oktober 2007      | Waarnemend voorzitter tot 16 oktober 2004. Officieel verkozen op 16 oktober 2004.  |
| Bettina Geysen                 | 13 oktober 2007 - 19 november 2008  | Verkozen op 13 oktober 2007.                                                       |
| Nelly Maes                     | 19 november 2008 - 13 december 2008 | Waarnemend voorzitter.                                                             |
| Geert Lambert                  | 13 december 2008 - 19 december 2009 | Aangeduid op 13 december 2008.                                                     |

### Parlementsleden tot strategiebreuk november 2002
Vertrokken naar VLD:
- Fons Borginon
- Sven Gatz
- Margriet Hermans
- Annemie Van de Casteele
- Patrik Vankrunkelsven
- Vincent Van Quickenborne

Vertrokken naar Agalev:
- Bart Staes
- Ferdy Willems

### Parlementsleden tot strategiebreuk december 2008
Vertrokken naar sp.a:
- Bert Anciaux (minister)
- Fouad Ahidar
- Jos Bex
- Stijn Bex
- Marie-Paule Quix
- Jan Roegiers
- Annelies Storms
- Koen T'Sijen
- Joris Vandenbroucke

Vertrokken naar Groen!:
- Bart Caron

### Overige
Bekende (blijvende) leden van deze partij waren onder andere:
- Frans Baert (oud-VU-parlementslid)
- Stijn Coppejans (voorzitter L² en directeur)
- Dirk De Cock (Vlaams Parlementslid tot juni 2009)
- Herman Lauwers (Vlaams Parlementslid tot eind 2006)
- Walter Muls (Kamerlid tot juni 2007)
- Annemie Roppe (Kamerlid tot juni 2007)
- Hugo Schiltz (oud-minister)
- Wouter Van Bellingen (schepen)
- Paul Van Grembergen (Vlaams minister tot mei 2004)
- Thomas Vanbiervliet (voorzitter L²)
- Lionel Vandenberghe (senator tot juni 2007)